# Thomas Kubisch
Thomas Kubisch ist ein deutscher Drehbuchautor und Schauspieler. 
Als Autor schreibt er vor allem Konzepte und Drehbücher für Spielfilme und TV-Serien. Als Schauspieler war er in der Gastrolle Thomas Kessler bei Sturm der Liebe zu sehen. Er lebt in München-Schwabing.

## Projekte als Drehbuchautor
- seit 2007: Sturm der Liebe
- 2007: Eine Liebe am Gardasee
- 2006: Die Rosenheim-Cops – Ein Sarg für Zwei ZDF – Buch, Coautor Stephan Kubisch, Episode/Serie, Regie: Stefan Klisch
- 2006: Die Rosenheim-Cops – Die Männer der Friseuese ZDF – Buch, Coautor Stephan Kubisch, Episode/Serie, Regie: Gunter Krää
- 2005 Stefanie – eine Frau startet durch – Jeder für sich Sat.1 – Buch, Coautor Stephan Kubisch, Episode/Serie, Regie: Heidi Kranz
- 2004: Marga Engel gibt nicht auf – ARD – Buch, Co-Autor: Stephan Kubisch, Fernsehfilm, Regie: Karsten Wichniarz
- 2003: Marga Engel kocht vor Wut – ARD – Buch, Fernsehfilm, Regie: Michael Günther
- 1999–2001: Die Verbrechen des Professor Capellari – In eigener Sache – Buch, Fernsehfilm, Regie: Helmut Metzger
- 1999: Die Bodyguards – Fernsehfilm, Regie: Olaf Kreinsen
- 1998: In aller Freundschaft – Buch, Serie, 1 Folge Geliebte Schwestern – Dialogbücher Daily Soap 30 Folgen
- 1996: Die längste Nacht – Buch Fernsehfilm – Regie: Markus Bräutigam
- 1995: Wohin gehen wir heute Abend? – Buch, Fernsehfilm – Regie: Markus Bräutigam
- 1995: Alles außer Mord – Countdown – Buch, Serie – Co-Autor: Michael Baier
- 1994: Alles außer Mord – Die Frau ohne Gesicht – Buch, Serie – Regie: Sigi Rothemund – Co-Autor: Michael Baier
- 1986–1993: Das Nest, Buch div. Serienfolgen
- 1986–1993: Der Fuchs, Buch div. Serienfolgen
- 1986–1993: Büro, Büro, Buch div. Serienfolgen
- 1986–1993: Jolly Joker, Buch div. Serienfolgen
- 1986–1993: Kurhotel Sonnenschein, Buch div. Serienfolgen

## Filmographie
- 2013–2016: Sturm der Liebe als Thomas Kessler